# Сементовский, Павел Петрович
Павел Петрович Сементовский (1865 — 1940) — камышинской врач, хирург и эпидемиолог, Герой Труда (1923 и 1933).
Участвовал в ликвидации эпидемии холеры и очагов сибирской язвы в России.

## Биография
Родился в 1865 году в станице Кундровино Троицкого уезда Оренбургской губернии.
Диплом врача получил в 1893 году, сдав экстерном экзамены в Харьковском университете. Тогда же участвовал в ликвидации эпидемии холеры, а в начале двадцатого века — сибирской язвы лёгочной формы, когда вместе с будущим Президентом Академии наук Украины Д. К. Заболотным выделил микроб возбудителя и ликвидировал очаг заболевания в Камышинском уезде.
Начал работать в Камышине в декабре 1901 года, возглавив земскую больницу.
Умер в июле 1940 года по дороге на один из курортов Крыма, куда поехал по путёвке вскоре после своего юбилея.

## Память
- Камышане помнят и чтут этого замечательного человека. В экспозиции городского историко-краеведческого музея есть целый раздел, посвящённый Павлу Петровичу Сементовскому.

## Награды
- В 1913 году был награждён почётным дипломом Международной ассоциации по борьбе с туберкулезом, а Всероссийская Лига удостоила его серебряной медали.
- Дважды удостоен звания Герой Труда:
  - в 1923 году, когда отмечалось пятилетие советского здравоохранения (был удостоен звания Героя Труда местного значения, оно было введено тогда правительством);
  - в 1933 году был удостоен этого звания вторично.
- В 1938 году он участвовал в съезде передовиков области в Сталинграде, где узнал, что его заслуги в развитии здравоохранения отмечены Президиумом Верховного Совета РСФСР назначением ему персональной пенсии.